# 大村朋子
大村 朋子（おおむら ともこ）は、フリーTVジャーナリスト・バイリンガル（日英）司会者。NHKワールド　英語ラジオAsian View ニュースデスク（2021年〜　契約）。NHK文化センター英語講師　（2018年〜）。

## 経歴
福岡県北九州市出身。12才からマレーシア・クアラルンプール日本人学校小学部に通い、卒業。イラン・テヘラン日本人学校中学部卒業。現地のアメリカ系インターに通っていた高３の冬、イスラム革命（1979年２月）のため、パリに逃げたのち、帰国している。ASIJアメリカンスクールインジャパン（高校）卒業。上智大学外国語学部卒業。NHK昭和59年入局記者同期会幹事兼事務局。NHK旧友会会員。趣味はドライブ、バラ栽培、声楽。
元NHK記者（昭和59年入局）/女性記者（職員）初のキャスターとして総合テレビ夜9時ニュースTODAYを平野次郎氏とともに担当。2004年から国際放送英語ニュースキャスターとしてWhat's on Asia、アジア関連のデイリーのニュース、インタビュー番組 Insight Foresight の編集長兼英語キャスター。ラジオジャパン用の英語原稿をチェックする専門委員。フリーランスとしてFacebook上で『朋姐の英語アドバイス』も主宰している。日英バイリンガルの司会を得意としており、2008年の洞爺湖サミットや2017年春のカンボジア、秋のミャンマー、インドネシア、１２月のベトナムでの政府主催のシンポジウム、G20新潟農業大臣会合、G7宮崎農業大臣会合、びじょんネットワーク（女性首長会議）、Think Kids（子どもの虐待防止に取り組むNGO) シンポジウムなど、多数担当。
2012年５２歳のとき、家族の海外転勤のためNHKを退職、その後、業務委託契約で翻訳業務などを担当していたが、2021年から古巣の国際放送局の英語ラジオAsian View ニュースデスクとして8年ぶりに現場復帰を果たす。現役ニュースデスクとして、NHK文化センターでは「英語の読み聞かせ」や「ニュース英語（上級）」などの講座を受け持っている。
| スタブアイコン | サブスタブ | この項目は、まだ閲覧者の調べものの参照としては役立たない、人物に関連した書きかけの項目です。この項目を加筆・訂正などしてくださる協力者を求めています（P:人物伝/PJ:人物伝）。 |